# مراجعة القانون والمجتمع
مجلة مراجعة القانون والمجتمع (بالإنجليزية: Law & Society Review)‏ هي مجلة أكاديمية محكمة في مجال القانون والمجتمع، وهي جزء من المجال الأكبر المعروف باسم علم اجتماع القانون. أسستها جمعية القانون والمجتمع [الإنجليزية] في عام 1966 وينشرها وايلي بلاكويل [الإنجليزية]. وتحتوي أربعة إصدارات لكل مجلد في السنة.

## الاستخلاص والفهرسة
لخصت مجلة مراجعة القانون والمجتمع وفهرست في مؤشر الاستشهادات في العلوم الاجتماعية [الإنجليزية] وفقًا لتقارير الاستشهاد بالمجلات الأكاديمية، فإن للمجلة عامل تأثير عام 2013 يبلغ 1.310، مما يجعلها في المرتبة 31 من أصل 138 مجلة في فئة "علم الاجتماع".

## روابط خارجية
- الموقع الرسمي